# Phenasteron machinosum
Espèce
Phenasteron machinosum est une espèce d'araignées aranéomorphes de la famille des Zodariidae.

## Distribution
Cette espèce est endémique d'Australie-Méridionale. Elle se rencontre à South Gap Station sur Beda Hill (ceb).

## Description
Le mâle holotype mesure 2,90 mm.

## Publication originale
- Baehr & Jocqué, 2001 : Revisions of genera in the Asteron-complex (Araneae: Zodariidae): new genera Pentasteron, Phenasteron, Leptasteron and Subasteron. Memoir of the Queensland Museum, vol. 46, no 2, p. 359-385 (texte intégral).